# 1862 en Belgique
Chronologie de la Belgique
- 1858
- 1859
- 1860
- 1861
- 1862
- 1863
- 1864
- 1865
- 1866

Cette page recense des événements qui se sont produits durant l'année 1862 en Belgique.

## Chronologie
- 5 février : inauguration de la ligne de chemin de fer de Namur à Dinant.
- Fondation du Meetingpartij, parti politique flamand[1].

## Culture

### Architecture

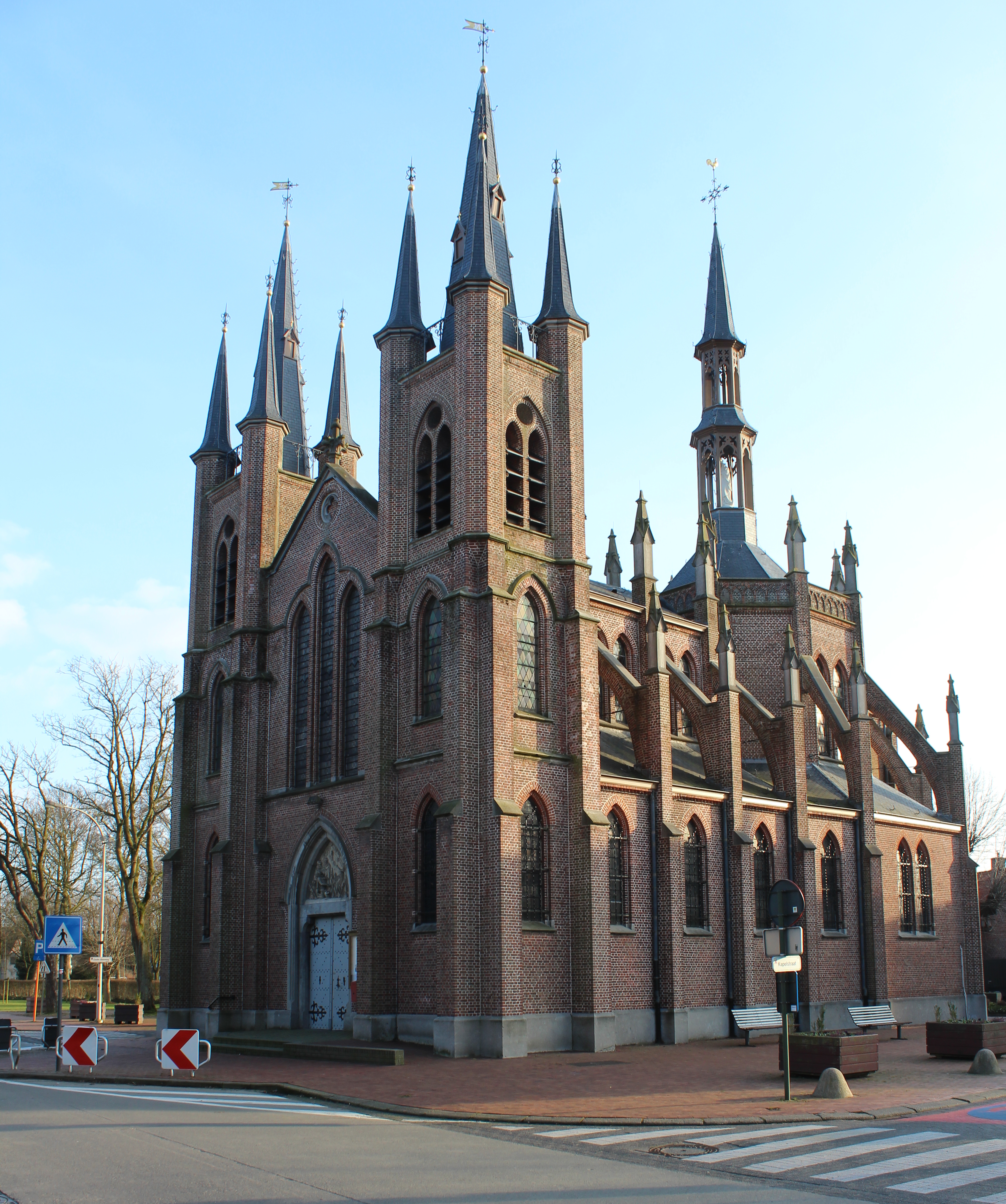
Chapelle Notre-Dame de Gaverland à Melsele
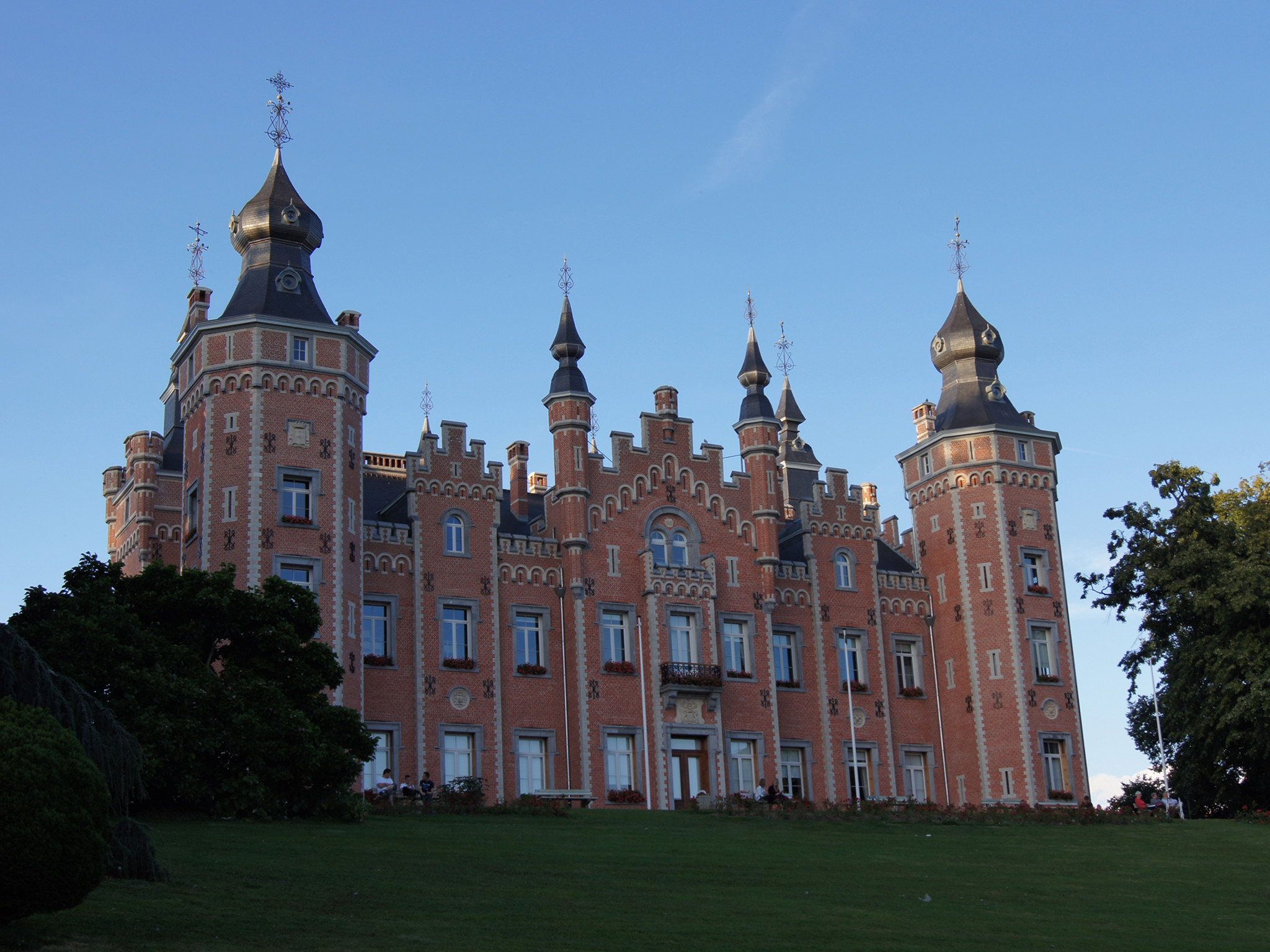
Château de Viron à Dilbeek
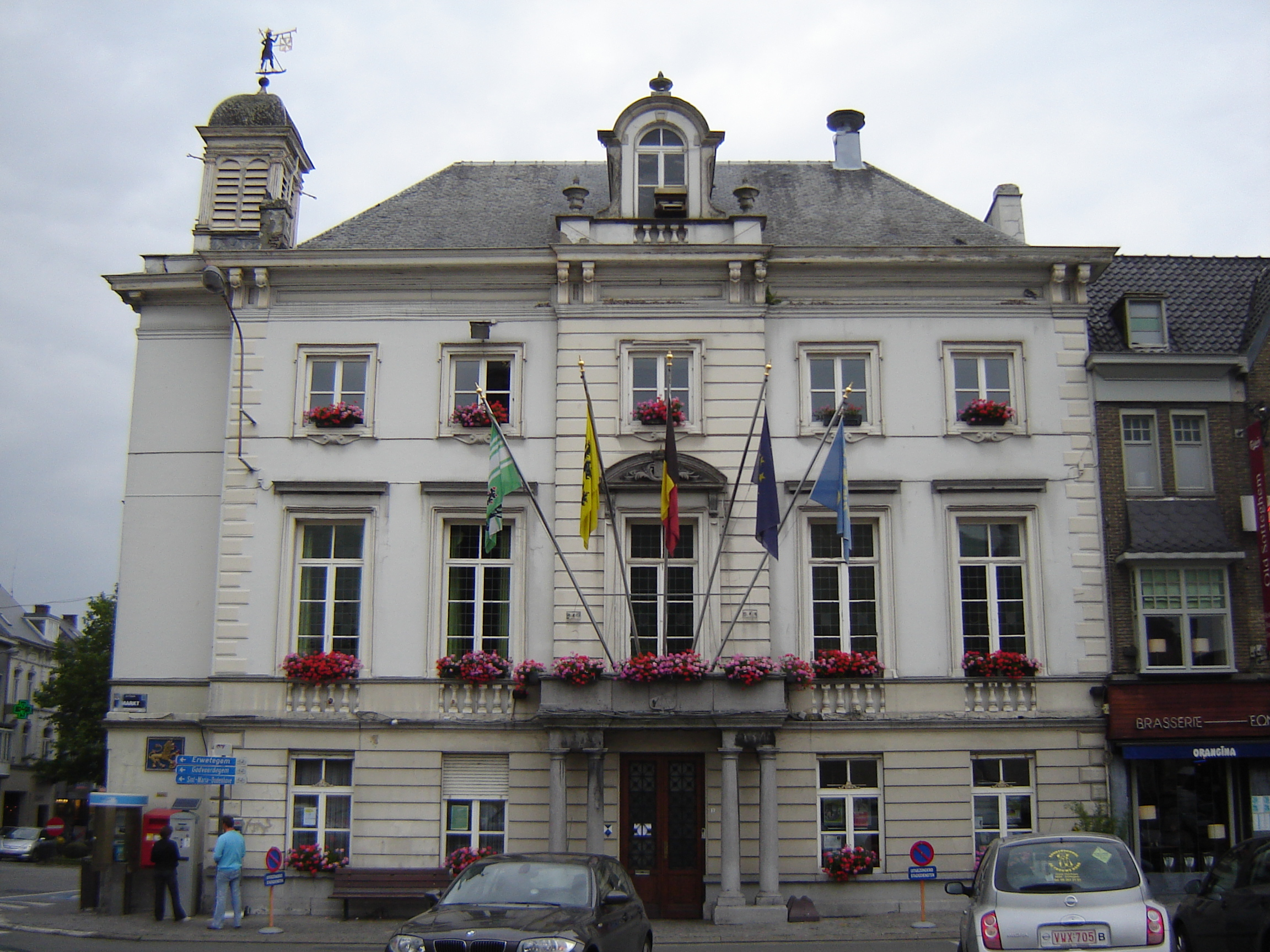
Hôtel de ville de Zottegem

### Arts
- Salon de Gand de 1862.

#### Peinture

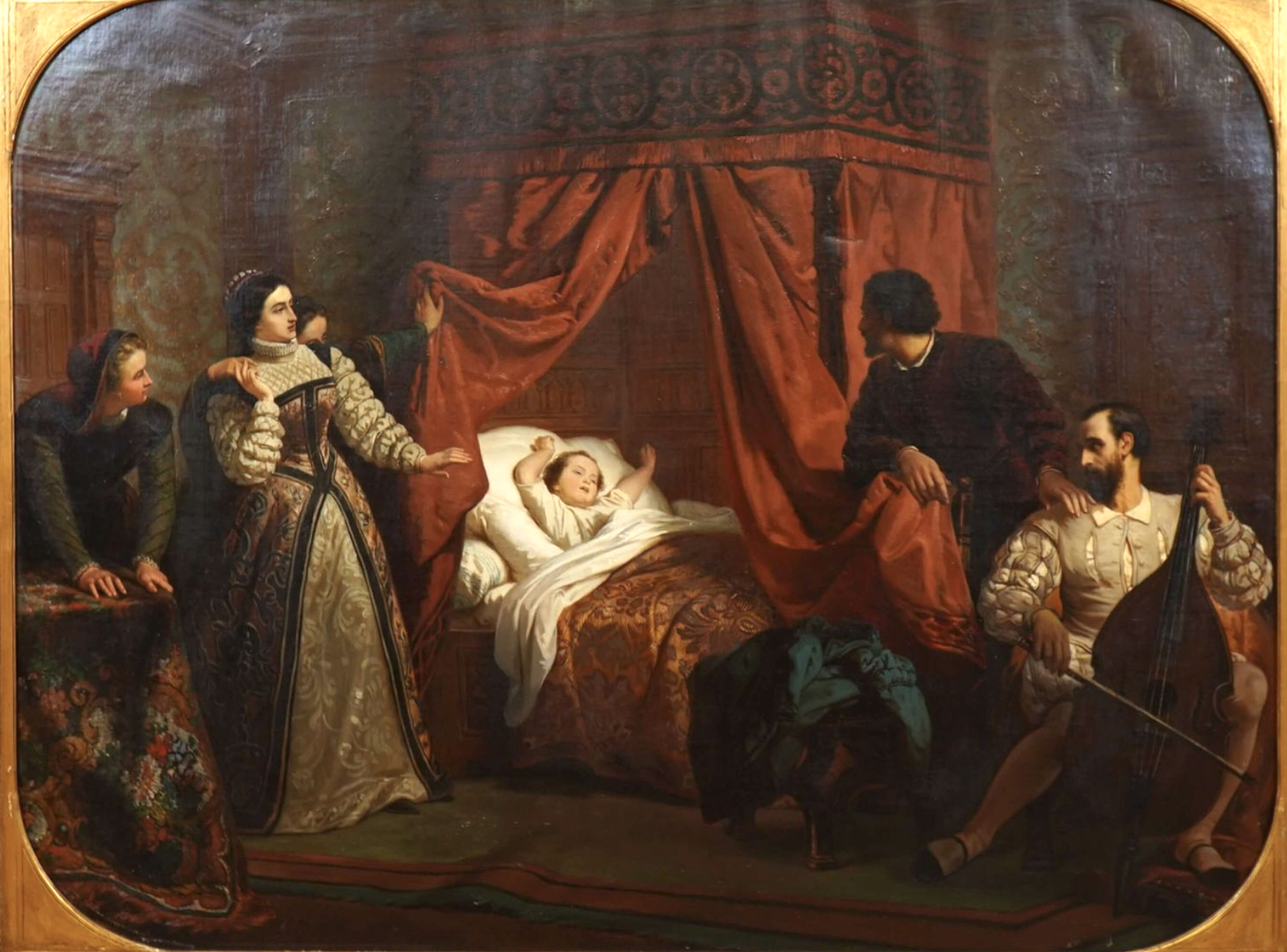
Le Réveil de Montaigne (Charles Soubre)

## Naissances
- 21 janvier : Frantz Charlet, peintre et graveur († 28 août 1928),
- 15 mars : Jules Lagae, sculpteur († 2 juin 1931).
- 6 août : Armand Rassenfosse, peintre et lithographe († 28 janvier 1934).
- 26 août : Achille Chainaye, sculpteur et journaliste († 20 décembre 1915).
- 29 août : Maurice Maeterlinck, écrivain, prix Nobel de littérature en 1911 († 6 mai 1949).
- 10 octobre : Arthur De Greef, pianiste et compositeur († 29 août 1940).
- 23 novembre :
  - Désiré Maroille, homme politique († 12 juillet 1919).
  - Théo van Rysselberghe, peintre († 13 décembre 1926).
- 30 novembre : Hubert Krains, écrivain et militant wallon († 10 mai 1934).
- 3 décembre : Jules Renkin, avocat et homme politique († 15 juillet 1934).
- 4 décembre : Constant Montald, peintre et sculpteur († 5 mars 1944).
- 16 décembre : Eugène Demolder, écrivain d'expression française († 8 octobre 1919).

## Décès
- 12 mars : Gustave Vaëz, librettiste et traducteur de livrets d’opéra (° 6 décembre 1812), mort à Paris.
- 5 août : Félix De Mûelenaere, homme politique (° 5 avril 1793).
- 5 décembre : Félix De Vigne, peintre et archéologue (° 16 mars 1806).
- 8 décembre : Théodore Verhaegen, avocat et homme politique, fondateur de l'université libre de Bruxelles (° 5 septembre 1796).